# Национален музей на Афганистан
Националният музей на Афганистан (на дари: موزیم ملی افغانستان; на пущунски: د افغانستان ملی موزیم) е двуетажна сграда, разположена от другата страна на улицата от двореца Дарул Аман в района Даруламан в Кабул, Афганистан. Някога е смятан за един от най-добрите музеи в света.

## История
Афганистанският национален музей е открит през 1919 г. по време на управлението на крал Аманула Кан. Колекцията първоначално се помещава в двореца Баг-е Бала, но е преместена през 1922 г. и започва като експозиция на любопитни предмети. Преместен е на днешното си място през 1931 г. През 1973 г. датски архитект е нает да проектира нова сграда за музея, но плановете така и не са осъществени. През 1989 г. бактрийското злато е преместено в подземен трезор на Централната банка на Афганистан.
Колекцията на музея става една от най-важните в Централна Азия, с над 100 000 предмета, датиращи от няколко хилядолетия, включително предмети от персийски, будистки и ислямски династии. 
След падането на правителството на президента Мохамед Наджибула и началото на гражданската война в началото на 90-те години на ХХ век, музеят е ограбван многократно, което води до загубата на 70% от 100 000 предмета, които тогава са били изложени. Ракетна атака през май 1993 г. погреба под отломките древни глинени съдове. През март 1994 г. музеят, който е използван като военна база, е ударен от ракетен обстрел и до голяма степен е разрушен. Министерството на информацията и културата по време на правителството на президента Бурханудин Рабани нарежда на 71-те служители на музея да започнат да преместват инвентара в хотел „Кабул“ (дн. хотел „Кабул Серена“), за да го спасят от по-нататъшно унищожение. През септември 1996 г. служителите на музея завършват каталогизирането на останалите предмети. През февруари и март 2001 г. талибаните унищожават безброй произведения на изкуството поради религиозни причини. През ноември 2001 г. е съобщено, че талибаните са унищожили най-малко 2750 древни произведения на изкуството през изминалата година.
Между 2003 и 2006 г. около 350 000 долара са похарчени за ремонт на сградата. Много от най-ценните предмети са запечатани в метални кутии и премахнати за безопасност, като през 2004 г. са възстановени и инвентаризирани. Някои археологически предмети са открити в трезори в Кабул, а една колекция е открита в Швейцария. От 2007 г. насам ЮНЕСКО и Интерпол са помогнали за възстановяването на над 8000 артефакта, най-новият от които е скулптура от варовик от Германия. Приблизително 843 артефакта са върнати от Британския музей през юли 2012 г., включително прочутата колекция плакети и статуетки от слонова кост от Беграм от I век.
През 2013 г. стартира проект за мобилен музей в сътрудничество с Ориенталския институт на Чикагския университет, който показва 3D реплики на артефакти от музея в Кабул в училища в цял Афганистан в периода от 2013 до 2016 г. През този период към музея са добавени и редица нови съоръжения.
След офанзивата на талибаните и падането на Кабул през 2021 г., Мохамад Фахим Рахими, директор на музея от 2016 г., обещава да остане на поста си и да опази колекцията на музея, тъй като нараства загрижеността за възможното ѝ повторно унищожение. От март 2023 г. Мохамад Зубаир Абеди става изпълняващ длъжността директор на музея.